# Окупація Монголії
Окупація Зовнішньої Монголії (монг. Гадаад Монголын өөртөө эзэрхэх засгийг устгасан нь; кит. 外蒙古撤銷自治)  — військова операція, очолювана бейянським урядом Китайської Республіки, що почалась у жовтні 1919 року і тривала до початку 1921 року, коли китайські війська в Урзі були розбиті російськими білими військами барона Унгерна (бурятами, росіянами тощо) та монгольськими військами. Війська Ургента, у свою чергу, до червня 1921 року зазнали поразки від Червоної армії та її монгольських союзників.

## Передумови
У грудні 1911 р. Зовнішня Монголія скористалася Сіньхайською революцією та оголосили незалежність від імперії Цин чи будь-якого китайського та іноземного режиму. Політична система нової монгольської держави була теократичною монархією на чолі з богдо-ханом. Проте, паралельно створена Китайська республіка вважала Монголію складовою своєї території. В (1915) році була підписана Кяхтинська тристороння угода, за якою Росія (В стратегічних інтересах якої була незалежність Монголії), Китай і Монголія згідно якої Монголія мала стати автономією під китайським протекторатом.
Проте через Першу світову війну та Жовтневий переворот, вплив Росії у регіоні різко знизився. Бурят-Монголія та Урянхай на деякий час здобули самостійність.
Через загрозу незалежності з боку панмонголістів, якими керував отаман Григорій Семенов, монгольська знать була все більше і більше не задоволена політикою богдо-хана. Значна кількість монгольських аристократів відправила до номінального головнокомандувача Фен Гочжана (що на той час мав під орудою Пекін) петицію з проханням ліквідувати автономію.
Колишній воєнний міністр Китаю, лідер ворожої Фен Гочжану аньхойської кліки, Дуань Ціжуй, бачив у нападі на Монголію перспективу зростання свого авторитету і наказав своєму найближчому сподвижнику Сюй Шучженю очолити воєнну експедицію за встановлення контролю над регіоном.

## Вторгнення

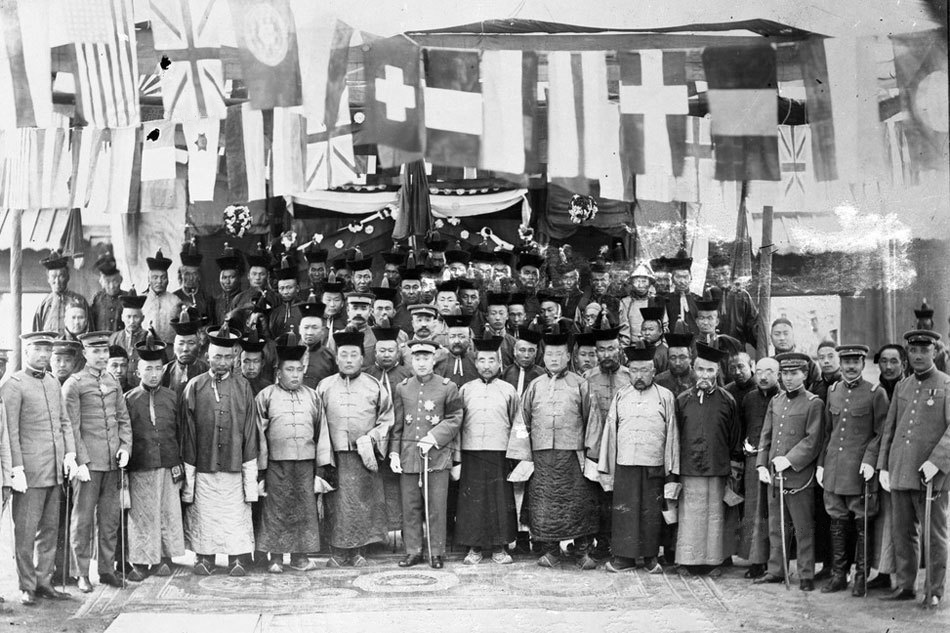
Сюй Шучжен у Хурее. 1919

Аньхойська кліка, відома також як група Анфу, була прояпонським воєнним угрупуванням, що на той час у Китаї протистояла націоналістична чжілійська кліка.
Шучженю потребував прямого приєднання Монголії до підконтрольної території його клікою. Прикриттям служило твердження що його, ніби-то, запросили декілька монгольських князів, котрі захотіли щоб Північно-східна прикордонна армія (Командиром якої Шучжень був) захищала їх країну від вторгнення більшовиків[джерело?].
Експедиція мала розпочатися у липні 1919 р., проте поїзд, що мав доставити китайським військовикам обладнання, вийшов з ладу. У жовтні того-ж року, передовий загін чисельністю у 4000 бійців без найменшого спротиву зайняв Ургу (Нині — Улан-Батор). Ще 10 000 бійців зайняли решту країни.
За деякими даними[якими?], окупація відбулася з ініціативи японців, для того щоб передбачити потік російських мігрантів які могли тікати на територію Монголії. Щоб не псувати репутацію на міжнародній арені, після окупації Японська імперія перестала допомагати колишнім протеже.

## Стан Монголії під час окупації
У 1919-1921 роках регіон знаходився під владою Сюй Шучженя. З його ініціативи у 1920 р. Богдо-хан і монгольська знать пройшли зневажливу церемонію, під час якої вони схилялися перед Шучженем і перед прапором союзу п'яти народів. Ця подія дала початок активного опору проти китайського правління, яке об'єдналося у монгольську народну партію.
З іншого боку, політика аньхойської кліки викликала тривогу у впливового феньтянського генерала Чжан Цзоліня. У липні вони примусили Шучженя відкликати більшу частину військ назад у Китай для боротьби з феньтянцями. Війська генерала були розбиті під час Чжилійсько-аньхойської війни і китайський гарнізон у Монголії залишився без командування.

## Кінець окупації
Російський барон німецько-австрійського походження Роман фон Унгерн-Штернберг був покликаний з Півночі монгольським аристократом Цеваном для ліквідації окупаційного режиму. Між його силами та китайцями зав'язалися тривалі бої за Ургу. Врешті-решт місто перейшло під контроль Унгерна, котрий відновив богдо-ханський режим. Через міжусобну війну, Піднебесна вийшла з боротьби за владу у Монголії.

## Результати
Монархія протрималась в країні трохи більше двох місяців, після чого, в результаті революції була встановлена Монгольська Народна Республіка. Імовірно, саме китайська окупація спричинила поширення комуністичного руху серед монголів.
Це була остання окупація Монголії як від рук китайців, так і іноземців у цілому.